# Tropidion tendyra
Tropidion tendyra là một loài bọ cánh cứng trong họ Cerambycidae.